# Tsútswecw Provincial Park
Der Tsútswecw Provincial Park, ausgesprochen „choo-chwek“, ist ein Provincial Park in der kanadischen Provinz British Columbia. Er liegt nordöstlich von Kamloops und nordwestlich von Salmon Arm in der Nähe von Squilax im Columbia-Shuswap Regional District.
Der Name des Parks rührt von einem Begriff der Secwepemc-Sprache und bedeutet „viele Flüsse“; er spiegelt den Namen des Gebietes wider, wie er von den First Nations benutzt wird. Bis zum Jahr 2018 führte der Park den Namen Roderick Haig-Brown Provincial Park. Dieser bezog sich auf Roderick Haig-Brown, einen 1976 verstorbenen kanadischen Schriftsteller und Naturschützer.

## Anlage
Der Park erstreckt sich entlang der Ufer des Adams River zwischen dem Südende des Adams Lake und dem Westteil des Shuswap Lake, sowie ein Abschnitt entlang des Hiuihill (Bear) Creek. Er wird dabei von einer öffentlichen Straße durchschnitten die dem Verlauf des Flusses folgt. Der Unterlauf des Adams River weist dabei im Park kleine Stromschnellen und einen Abschnitt mit Wildwasser auf.
Im Norden und Süden grenzt der Park an verschiedene Indianerreservate.
Bei dem Park handelt es sich um ein Schutzgebiet der IUCN-Kategorie III (Naturdenkmal oder -erscheinung).

## Geschichte
Der Park wurde am 20. Januar 1977 als Adams River Recreation Area eingerichtet. Im Laufe der Zeit wurden die Parkgrenzen sowie sein Schutzstatus neu festgelegt und auch der Name änderte sich damit verbunden mehrfach. Mit der letzten Änderung der Parkgrenzen im Jahr 1997 wurde der Park auf seine aktuelle Fläche gebracht und mit dem Protected Areas of BC Amendment Act im Jahr 2018 sein Name auf den heutigen geändert.
Wie jedoch bei fast allen Provinzparks in British Columbia gilt auch für diesen, dass er lange bevor die Gegend von europäischen Einwanderern besiedelt oder sie Teil eines Parks wurde, sie Siedlungs- und/oder Jagd-/Fischereigebiet verschiedener Stämme der First Nations, hier hauptsächlich vom Volk der Secwepemc, war. Der Park bewahrt die Nachweise einer jahrtausendelangen Nutzung durch die Secwepemc, unter anderem die Reste von Grubenhäusern, sogenannten „Kekuli“, sowie Piktographen an den exponierten Felsen der Flussschlucht. Im Park gibt es 54 dokumentierte Kulturerbestätten aus der Nutzung durch die First Nations. Außerdem schützt der Park Objekte aus der Anfangszeit des Ressourcen-Abbaus durch Europäer; die Pfade entlang der Floßrinnen (engl. flume trails) im Norden des Parks sowie entlang des Hiuihill (Bear) Creek zeigen die massiven Rinnen, die zum Flößen von Hölzern aus den nahegelegenen Einschlagsgebieten in den Adams River gebaut wurden.
Im August 2023 brannten große Teile des Parks durch das Bush Creek East Fire ab.

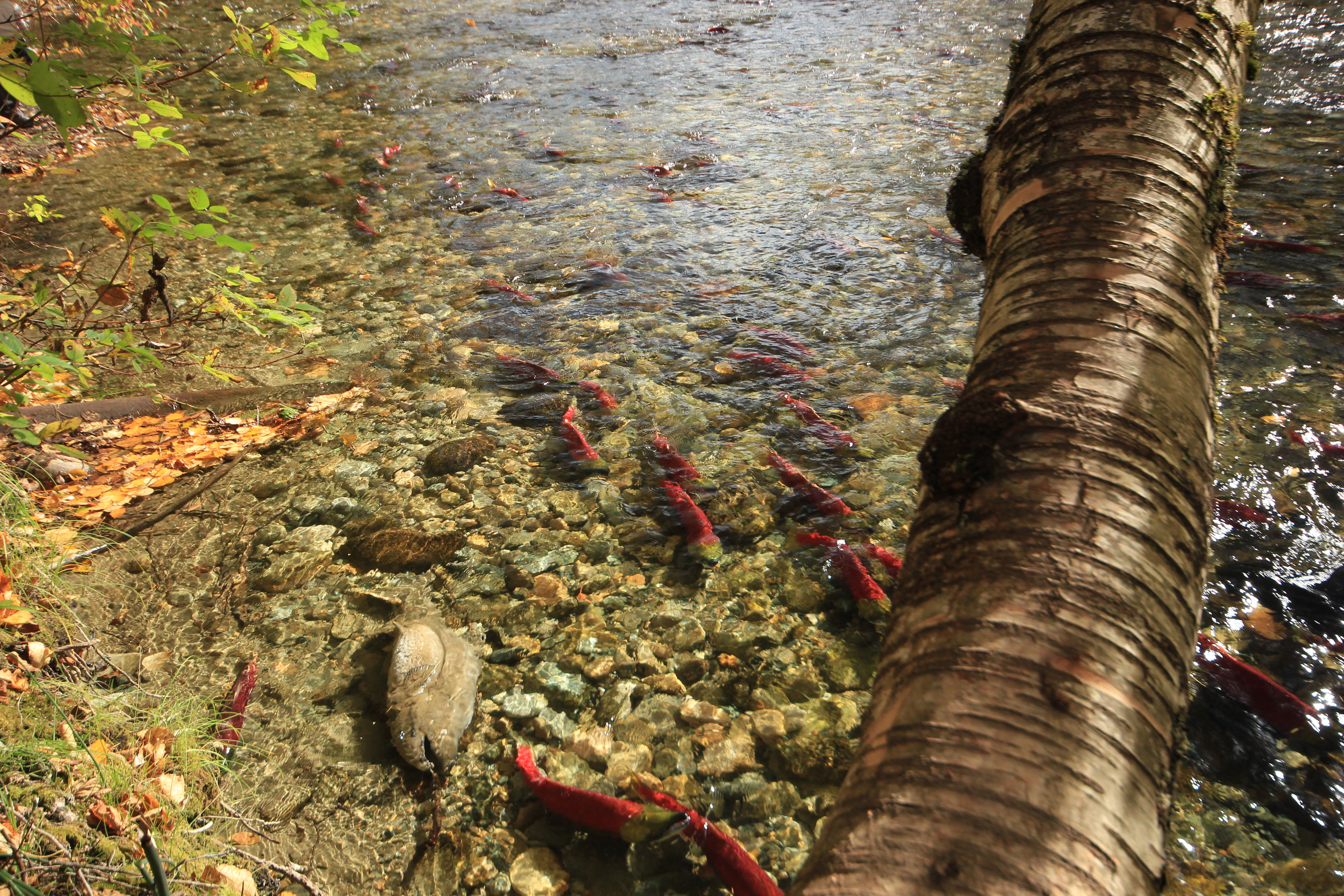
Lachse in der Nähe des Flussufers während der Lachswanderung im November

## Flora und Fauna
Das Ökosystem von British Columbia wird mit dem Biogeoclimatic Ecological Classification (BEC) Zoning System in verschiedene biogeoklimatischen Zonen eingeteilt. Biogeoklimatische Zonen zeichnen sich durch ein grundsätzlich identisches oder sehr ähnliches Klima sowie gleiche oder sehr ähnliche biologische und geologische Voraussetzungen aus. Daraus resultiert in den jeweiligen Zonen dann grundsätzlich auch ein sehr ähnlicher Bestand an Pflanzen und Tieren. Innerhalb dieser Systematik wird der Park der Interior Douglas Fir Zone (IDFxh1 und IDFmw2).zugeordnet.
Der Tsútswecw Provincial Park ist für eine der größten Wanderungen von Rotlachsen in Nordamerika bekannt. Eine Massenwanderung kommt aller vier Jahre vor, wenn Millionen von Rotlachsen im Adams River laichen. Solche Massenwanderungen finden im Oktober statt, so 2018 und 2022; kleinere Wanderungen konnten 2007 und 2011 beobachtet werden. Die Adams River Salmon Society koordiniert ein als „Salute to the Sockeye“ bezeichnetes Event in den Jahren der Massenwanderung.

## Benachbarte Provinzparks
Der Tsútswecw Provincial Park ist nur einer von mehreren Provinzparks am Shuswap Lake. Weitere Parks sind:
- Anstey Hunakwa Provincial Park
- Cinnemousun Narrows Provincial Park
- Herald Provincial Park
- Shuswap Lake Provincial Park
- Shuswap Lake Marine Provincial Park
- Silver Beach Provincial Park